# Sistema de fallas de Marlborough

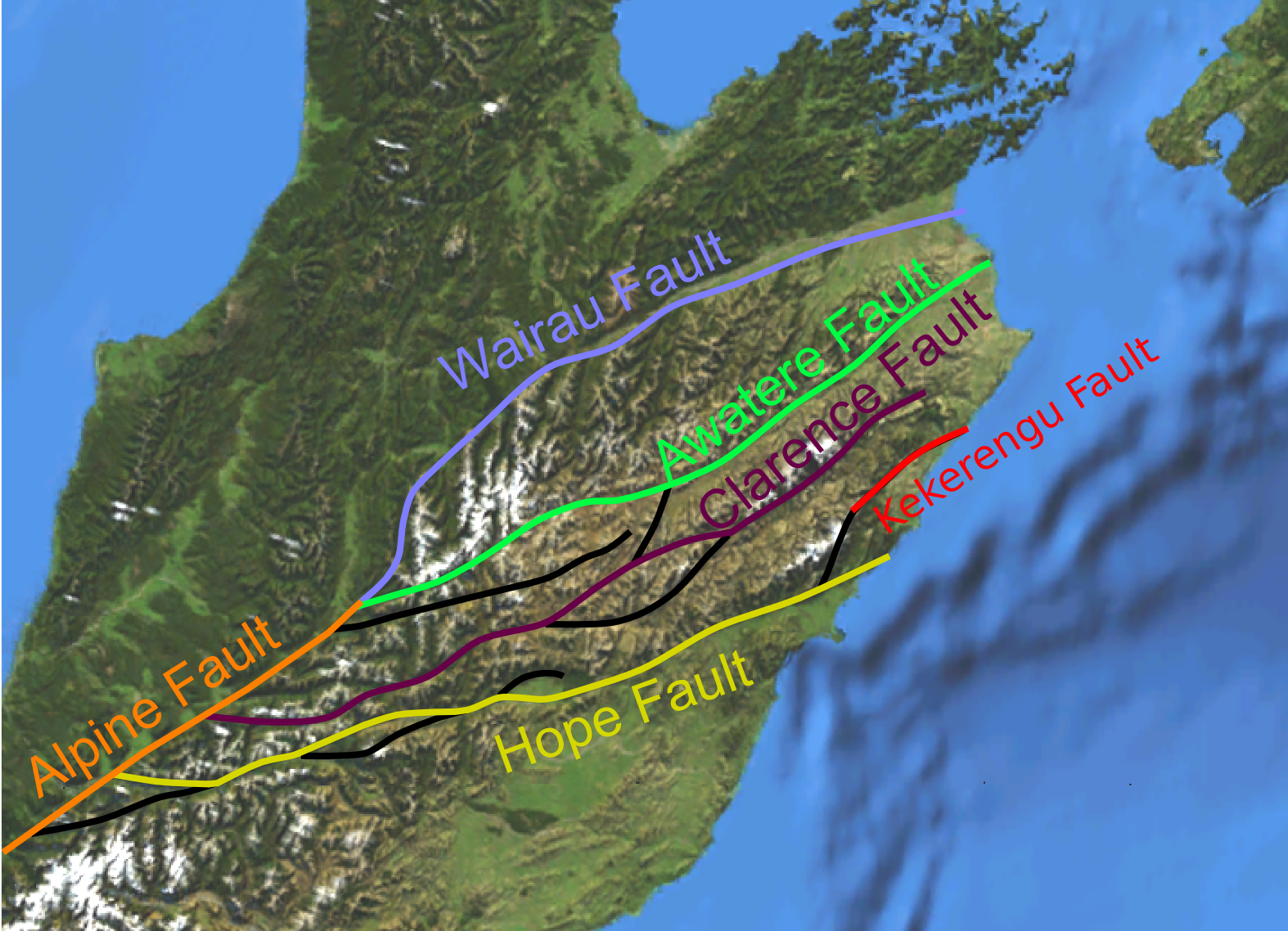
Mapa del sistema de fallas de Marlborough

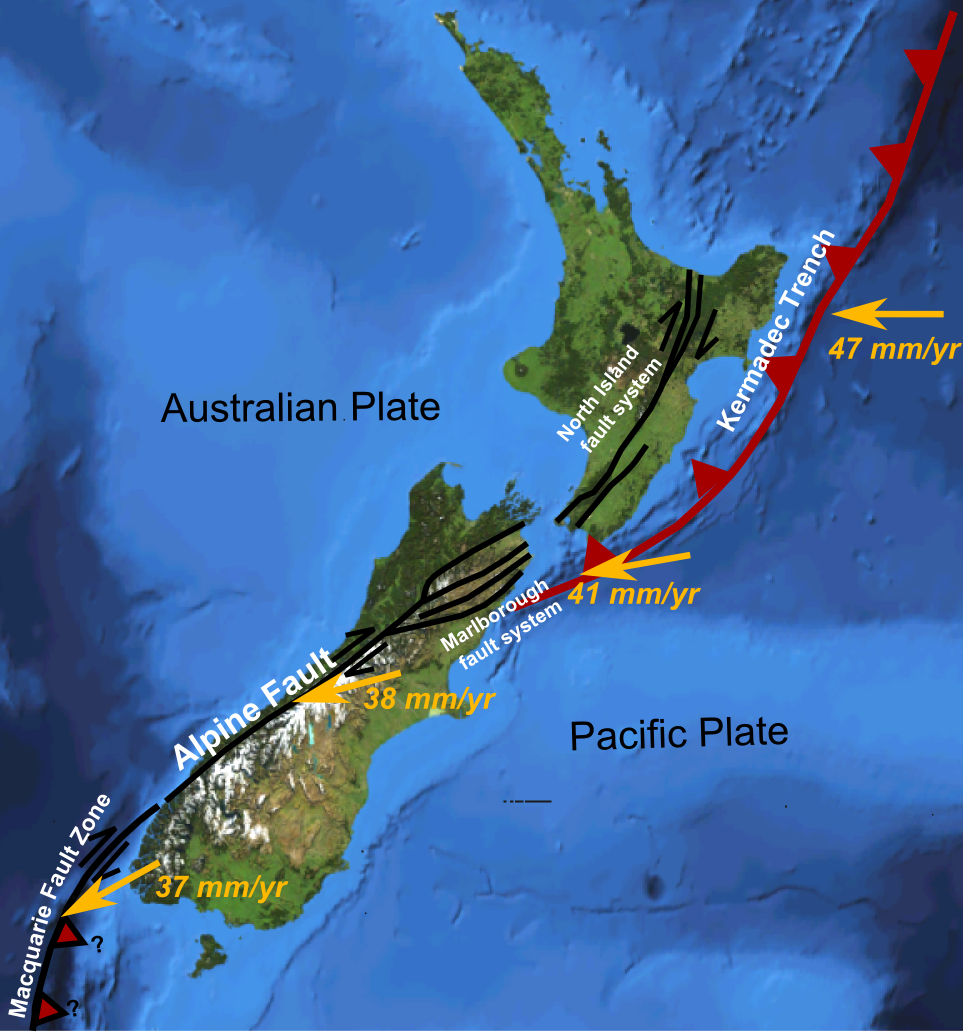
Principales zonas de fallas activas de Nueva Zelanda que muestran la variación del vector de desplazamiento de la placa del Pacífico en relación con la placa Australiana a lo largo del límite

El sistema de fallas de Marlborough es un conjunto de cuatro grandes fallas de deslizamiento de rumbo dextral y otras estructuras relacionadas en la parte norte de la isla Sur (Nueva Zelanda), que transfieren el desplazamiento entre el límite de placa principalmente transformante de la falla de los Alpes y el límite principalmente destructivo de la fosa de Kermadec, y juntos forman el límite entre las placas de Australia y del Pacífico.

## Geometría
El sistema de fallas de Marlborough se compone de cuatro ramales principales de fallas de deslizamiento, que en conjunto transportan casi todo el desplazamiento asociado al límite de placas. Otras fallas más pequeñas se forman como ramificaciones de estas fallas principales o acomodan la deformación de la corteza entre ellas, como las fallas Newton y Hura en el extremo occidental de la falla Hope y el cabalgamiento Jordan que formó la cordillera Seaward Kaikoura. El deslizamiento dextral a través de esta zona también ha implicado una rotación de los bloques de falla intermedios en el sentido de las agujas del reloj de unos 20° desde el Plioceno temprano.

## Desarrollo
El sistema de fallas de Marlborough se formó a unos 5 Ma, durante el Plioceno temprano, en respuesta a un cambio en el movimiento de las placas. El nuevo vector de placas era significativamente oblicuo a la falla Alpina, lo que provocó un aumento de la convergencia. El conjunto de fallas de deslizamiento se formó para acomodar este cambio asumiendo la mayor parte del componente de deslizamiento.

## Fallas
Hay cuatro ramales de fallas principales, aunque se conocen muchas otras fallas más pequeñas, de tipo deslizamiento o empuje.

### Fallas principales

#### Falla Hope
La falla Hope constituye la parte más meridional del sistema de fallas de Marlborough. La tasa de deslizamiento estimada durante el Holoceno es de 20-25 mm/año, algo más de la mitad del desplazamiento del límite de placa. En su extremo noreste se une al cabalgamiento Jordán y la mayor parte del desplazamiento se transfiere a esa estructura. Toma su nombre del río Hope, que corre a lo largo de uno de los segmentos centrales de la falla. La falla Kekerengu y el cabalgamiento Jordán están estrechamente asociados a la falla Hope.

#### Falla Clarence
La falla Clarence se extiende desde cerca de la falla Alpina hasta unos 10 km al oeste de Ward, donde parece terminar abruptamente. Se calcula que la velocidad de deslizamiento de esta falla en el Holoceno es de 3,5-5,0 mm/año. En la superficie, el desplazamiento parece ser casi puramente horizontal, pero el continuo levantamiento de la vecina cordillera Inner Kaikoura durante el mismo período, sugiere que parte del componente de deslizamiento por inmersión que se cree que está presente en profundidad en la zona de la falla se transfiere a las fallas de empuje o inversas bajo la cordillera. Se ha reconocido una rotación adicional de 10° en el sentido de las agujas del reloj dentro del bloque que se encuentra al noreste de la punta de la falla Clarence, que toma su nombre del río Waiau Toa / Clarence, que sigue la traza de la falla en la sección noreste de la misma. 

#### Falla Awatere
Está formada por dos segmentos principales: la sección Molesworth, al suroeste, y la sección oriental, al noreste. La tasa de deslizamiento reciente estimada para la sección Molesworth es de 4,4 mm/año. Toma su nombre del río Awatere, cuyo valle sigue el trazado de la falla en parte de su longitud.

#### Falla Wairau
La falla Wairau se considera a veces una continuación directa de la falla Alpina y puede denominarse falla Alpina-Wairau. Toma su nombre del río Wairau, que sigue el trazado de la falla en la mayor parte de su longitud. Su tasa de deslizamiento se estima en 3-5 mm/año.

### Fallas menores

#### Falla Kekerengu
Está estrechamente asociada a la falla Hope y al cabalgamiento Jordan en su extremo sureste y probablemente se une a la falla Hope para formar la falla Wairarapa en alta mar en el estrecho de Cook. Antes de unirse a la falla Hope, el segmento en alta mar de la falla Kekerengu se conoce como la falla Needles. Tanto la falla de Kekerengu como la Needles se rompieron en el terremoto de 7,8 (Mw) de 2016 en Kaikoura.

#### Falla Elliott
La falla Elliott se ramifica desde la parte central de la falla Hope y luego se vuelve a unir a ella.

#### Falla Kelly
La falla Kelly forma una bifurcación importante de la falla Hope desde justo el oeste del paso de Harper; se bifurca de nuevo hacia el oeste en las fallas Newton y Hura justo antes de conectarse con la falla Alpina. 

#### Cabalgamiento Jordan
El cabalgamiento Jordan es una falla inversa que conecta el extremo sur de la falla Kekerengu con el segmento marítimo de la falla Hope.

## Sismicidad
Todas las partes del sistema de fallas de Marlborough son actualmente sísmicas. Se han producido terremotos históricos (desde la colonización europea) en las fallas Hope y Awatere y en la falla Poulter, más pequeña. Los estudios de la geomorfología y el uso de zanjas a través de los ramales de las fallas, han identificado muchos terremotos ocurridos durante el Holoceno en muchas partes del sistema de fallas.  La falla Hope, que tiene la tasa de deslizamiento más rápida, se caracteriza por el intervalo de recurrencia más corto.